# Жансугуров (село)
Жансугуров (каз. Жансүгіров) — село, административный центр Аксуского района Жетысуской области Казахстана. Административный центр Жансугуровского сельского округа. Код КАТО — 193230100.

## География
Село Жансугуров расположено к северу от перевала Гасфорда, в 2 км к западу от реки Аксу. Через село проходит автотрасса A-3 (Алма-Ата — Усть-Каменогорск).

## История
Абакумовка основана как почтовый пикет Степаном Михайловичем Абакумовым в 1850-е годы. Впоследствии стала казачьим выселком, затем станицей, носящей имя подполковника.
Абакумовка переименована в 1965 году в честь родившегося здесь классика казахской литературы Ильяса Джансугурова; его жизни и творчеству посвящен местный музей.
В 1967 году был построен Аксуский сахарный завод, который стал градообразующим предприятием и являлся одним из ведущих предприятий в Казахстане по производству сахара.
В связи с ухудшающимся экономическим положением в стране, в 1997 году предприятие было остановлено, все оборудование сдано в металлолом.
До 2013 года Жансугуров являлся посёлком городского типа.
В 2017 году после 10 лет простоя Аксуский сахарный завод был восстановлен. В истории сахарной отрасли современного Казахстана Аксуский сахзавод чуть ли не единственное предприятие, восстановленное с нуля при поддержке государства. Работа завода ТОО «АксуКант» вдохнула новую жизнь в местность и близлежащие населенные пункты.

## Население
| Численность населения | Численность населения | Численность населения | Численность населения | Численность населения | Численность населения | Численность населения | Численность населения | Численность населения | Численность населения |
| 1970                  | 1979                  | 1989                  | 1991                  | 1999                  | 2004                  | 2005                  | 2006                  | 2007                  | 2008                  |
| --------------------- | --------------------- | --------------------- | --------------------- | --------------------- | --------------------- | --------------------- | --------------------- | --------------------- | --------------------- |
| 13 603                | ↘10 585               | ↗12 454               | ↗12 900               | ↘8830                 | ↘7854                 | ↘7489                 | ↘7187                 | ↘6906                 | ↘6688                 |
| 2009                  | 2010                  | 2011                  | 2012                  | 2013                  | 2014                  | 2015                  | 2016                  | 2019                  |                       |
| ↗8288                 | ↗8300                 | ↗8311                 | ↗8357                 | ↗8367                 | ↗8427                 | ↘8404                 | ↘8386                 | ↘6809                 |                       |

## Известные земляки
- Жансугуров, Ильяс (1894-1938) — казахский и советский общественный и государственный деятель, первый председатель Союза писателей Казахстана, педагог, поэт, писатель, журналист-переводчик, классик казахской литературы.
- Есебулатов, Нурсутбай (1913—1941) — стрелок 4-й роты 2-го батальона 1075-го стрелкового полка 316-й стрелковой дивизии 16-й армии Западного фронта, Герой Советского Союза (1942).
- Сихимов, Есмурат (1922 — 27.09.1943) — младший сержант 360-го стрелкового полка 74-й стрелковой дивизии, Герой Советского Союза (16.10.1943).
- Житкеев, Асхат Расулович (род. 1981) — казахстанский дзюдоист, серебряный призёр Олимпиады — 2008 в Пекине в категории до 100 кг. Заслуженный мастер спорта Республики Казахстан.
- Нурмуратов, Тлеу Нурмуратович (1938 - 2019) — Академик НАН РК, доктор биологических наук, Член Казахской Академии Сельскохозяйственных наук Республики Казахстан.
- Сыдыков, Журмбек Сыдыкович (1922-2018) —  учёный-гидрогеолог, академик НАН РК, доктор геолого-минералогических наук, профессор, Ветеран Великой Отечественной войны, , лауреат Государственный премии КазССР, заслуженный деятель науки Казахской ССР.

## Промышленность
В селе действует Аксуский сахарный завод.
Гидроэлектростанция.

## Образование
В селе функционируют три общеобразовательных школы (средняя школа-гимназия имени Сатпаева, средняя школа-интернат имени Сикимова и средняя школа имени Сыдыкова) и Аксуский политехнический колледж.